# Хексаграм
Хексаграмата (още известна като „магьосническата звезда“) е шестоъгълна звезда, звездовиден многоъгълник. Обикновено е симетрична; състои се от два припокриващи се равностранни триъгълника, чието сечение е правилен шестоъгълник.
Един от вариантите на хексаграма е звездата на Давид, традиционен еврейски символ.
Според някои култури триъгълникът, сочещ надолу, олицетворява женската сексуалност, а триъгълникът, сочещ нагоре, - мъжката. Затова комбинацията от двата тръгълника символизира обединение и хармония. Този символ е важен елемент в сюжета на „Шифърът на Леонардо“, популярен роман на Дан Браун. В алхимията двата триъгълника представляват помиряването на противоположните „огън“ и „вода“.
Хексаграмът, както и пентаграмът, се използва в редица окултни практики, както и в сатанизма. В окултните ритуали, традиционно хексаграма е вписан в окръжност, като върховете му лежат на тази окръжност.
В математиката, G2 кореновата система е с формата на хексаграм.